# Вардан Маміконян
Вардан Маміконян (388 рік н. е., Тароні, Вірменія (тепер турецька провінція Муш) — 26 травня 451 року н.е, Аварайрське поле, Гавар Артазей (тепер іранська провінція Західний Азербайджан)) — вірменський спарапет (головнокомандувач), князь, герой релігійно-національної боротьби вірмен в V столітті. Підняв народ на захист християнської віри від гонінь з боку зороастрійських іранських Сасанідів в Аварайрській битві 26 травня 451 року. Аварайрська битва відбулася на березі річки Тхмут, в провінції Васпуракан, в Гавар Артазей (на захід від Нахіджевана) (сучасна Нахічевань). Вірмени, завдавши великих втрат ворогові, змогли відстояти право залишатися християнами.

## Галерея

Прапор роду Маміконянів
Інший прапор роду Маміконянів